# Valda Osborn
Valda Rosemary Osborn (Wembley, 17 settembre 1934 – Horsham, 28 dicembre 2022) è stata una pattinatrice artistica su ghiaccio britannica, specializzata nel singolo.

## Palmarès
| Internazionali            | Internazionali | Internazionali | Internazionali | Internazionali | Internazionali |
| Evento                    | 1949           | 1950           | 1951           | 1952           | 1953           |
| ------------------------- | -------------- | -------------- | -------------- | -------------- | -------------- |
| Giochi olimpici invernali |                |                |                | 11°            |                |
| Campionati mondiali       | 12°            | 13°            | 9°             | 8°             | 3°             |
| Campionati europei        | 9°             |                | 4°             | 5°             | 1°             |
| Nazionali                 |                |                |                |                |                |
| Campionati britannici     |                |                |                | 1°             | 1°             |